# Wilfried Reininghaus

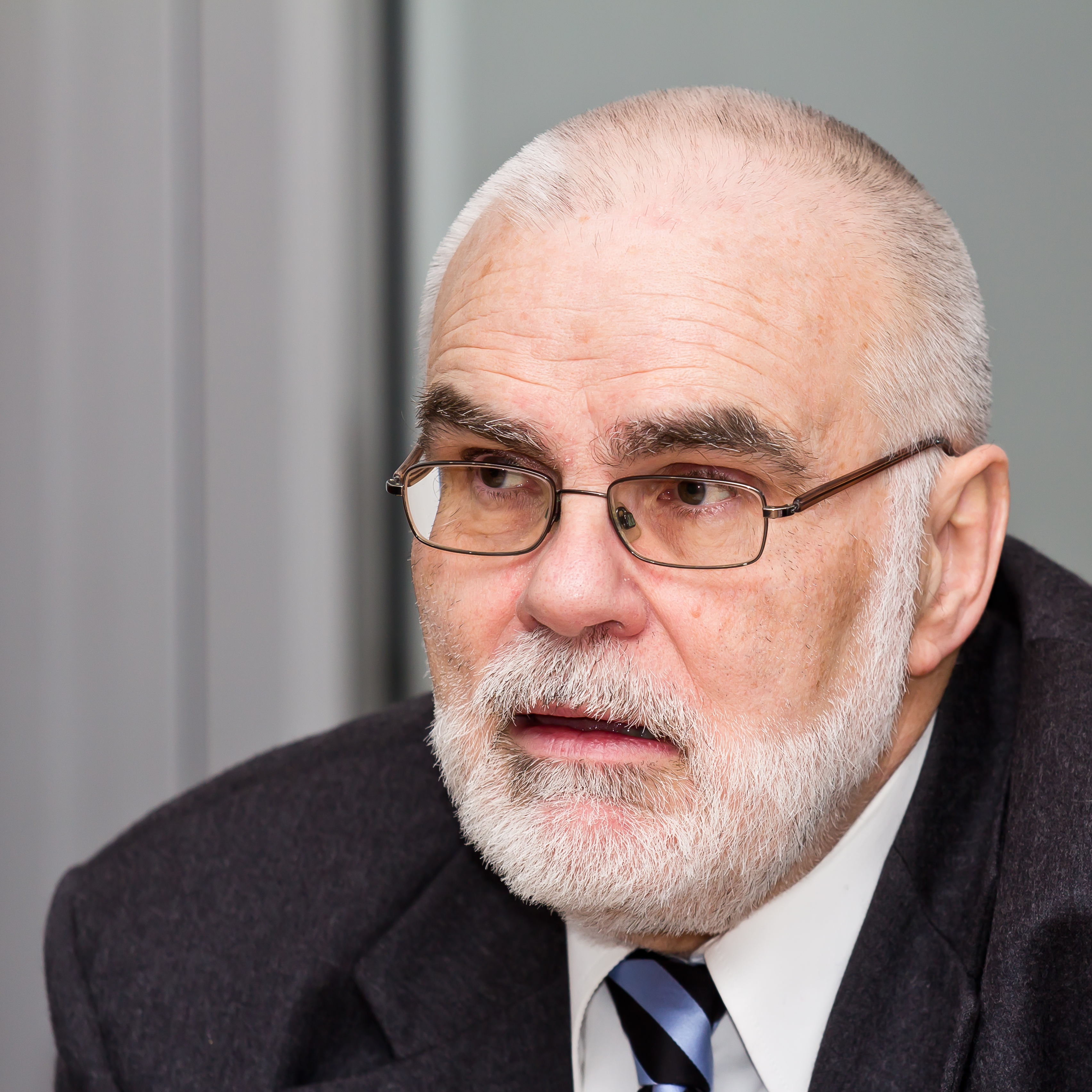
Wilfried Reininghaus, 2013

Wilfried Reininghaus (* 26. April 1950 in Schwerte) ist ein deutscher Historiker und Archivar. Er war von 2004 bis 2013 Präsident des Landesarchivs Nordrhein-Westfalen. Reininghaus ist außerplanmäßiger Professor für Westfälische Landesgeschichte an der Universität Münster und ehemaliger Erster Vorsitzender der Historischen Kommission für Westfalen.

## Leben und Wirken
Nach dem Abitur am Theodor-Heuss-Gymnasium in Hagen studierte Wilfried Reininghaus ab 1969 Volkswirtschaftslehre und Geschichte an der Universität Münster. Im Jahr 1974 legte er das Examen als Dipl. Volkswirt ab, 1978 folgte das erste Staatsexamen und 1980 die Promotion zum Dr. phil. bei Otto Gerhard Oexle mit einer Arbeit über die Entstehung der Gesellengilden im Spätmittelalter. Von 1980 bis 1982 absolvierte er das Archivreferendariat an der Archivschule Marburg, anschließend war er von 1982 bis 1996 am Westfälischen Wirtschaftsarchiv in Dortmund tätig, seit 1992 als Direktor. 1996 wurde er Leiter des NRW-Staatsarchivs in Münster (Ltd. Staatsarchivdirektor), das 2004 mit den anderen Staatsarchiven zusammengeschlossen wurde und seit 2008 als Landesarchiv Nordrhein-Westfalen Abteilung Westfalen bezeichnet wird. Nach dem Zusammenschluss der drei nordrhein-westfälischen Staatsarchive zum Landesarchiv Nordrhein-Westfalen wurde Wilfried Reininghaus am 1. Januar 2004 zu dessen erstem Präsidenten ernannt. Am 30. April 2013 trat er in den Ruhestand.
1990 begann Reininghaus seine Lehrtätigkeit an der Universität Münster, 1992 wurde er dort im Fach Westfälische Landesgeschichte mit einer Arbeit über die Kaufleute der Stadt Iserlohn (1700–1815) habilitiert. 1998 wurde er zum außerplanmäßigen Professor für westfälische Landesgeschichte der Universität Münster ernannt. Reininghaus wurde 1990 zum ordentlichen Mitglied der Historischen Kommission für Westfalen gewählt, 1997 trat er in den Vorstand ein, 2000 wurde er Zweiter Vorsitzender, von 2003 bis 2018 war er Erster Vorsitzender der Kommission. Die Mitgliederversammlung der Kommission wählte ihn am 13. April 2018 in Beckum zum Ehrenmitglied.
Weiterhin war Reininghaus von 1993 bis 2005 Gutachter der DFG, von 1999 bis 2003 Koordinator im deutsch-polnischen Erschließungsprojekt zur Geschichte des Bergbaus in Preußen (1750–1865), 2005 bis 2012 Vorsitzender der Strukturkommission an der Archivschule Marburg und seit 2009 Vorsitzender im wissenschaftlichen Beirat zum Wiederaufbau des Stadtarchivs Köln. 1999 war er verantwortlich für eine Ausstellung zur Revolution 1848/50 in Westfalen und Lippe, 2003 für eine Ausstellung zur Säkularisierung zwischen Rhein und Weser.

## Schriften

### Als Autor
- Die Entstehung der Gesellengilden im Spätmittelalter. Gekürzte Diss. Münster 1980 (= Vierteljahresschrift für Sozial- und Wirtschaftsgeschichte, Beiheft. Band 71). Wiesbaden 1981.
- Quellen zur Geschichte der Handwerksgesellen im spätmittelalterlichen Basel. Basel 1982.
- Kleine Geschichte der Dortmunder Versicherungswirtschaft im 19. und 20. Jahrhundert. Dortmund 1983.
- 50 Jahre TTVg Schwerte 1945–1985. Schwerte 1985.
- Zünfte, Städte und Staat in der Grafschaft Mark. Einleitung und Regesten zu Texten des 14. bis 19. Jahrhunderts. Münster 1989.
- Gewerbe in der Frühen Neuzeit (= Enzyklopädie deutscher Geschichte. Band 3). München 1990.
- Handwerk und Zünfte im Paderborner Land und in Höxter. Paderborn 1991.
- Das Archiv der Familie und Firma Johann Caspar Harkot zu Hagen-Harkorten im Westfälischen Wirtschaftsarchiv Dortmund. Münster 1991.
- Die Akten des Schwerter Richters (17./18. Jahrhundert). Stadtarchiv Schwerte, Bestand P. Münster 1992.
- Das Archivwesen der Wirtschaft. Eine Einführung (= Fernstudienbrückenkurse. Studiengang Archivwesen). Berlin 1994.
- Die Stadt Iserlohn und ihre Kaufleute (1700–1815). Gekürzte Habil.-Schrift, 2 Bde., Münster 1992 (= Untersuchungen zur Wirtschafts-, Sozial- und Technikgeschichte. Band 13). Dortmund 1995.
- Ein westfälischer Kaufmann in Amerika 1783/84. Johann Heinrich Basses Bericht über seinen Konkurs in Philadelphia (= Gesellschaft für Westfälische Wirtschaftsgeschichte e. V. Kleine Schriften. Band 31). Dortmund 2004.
- 75 Jahre Ruhrtalmuseum. Ein Ort der Erinnerung. Schwerte 2009.
- Friedrich Philippi. Historiker und Archivar in wilhelminischer Zeit – eine Biographie. Münster 2014.
- Die Revolution 1918/19 in Westfalen und Lippe als Forschungsproblem. Quellen und offene Fragen. Mit einer Dokumentation zu den Arbeiter-, Soldaten- und Bauernräten. Aschendorff Verlag, Münster 2016, ISBN 978-3-402-15124-2.
- Die vorindustrielle Wirtschaft in Westfalen. Ihre Geschichte vom Beginn des Mittelalters bis zum Ende des Alten Reiches. 3 Bände. Aschendorff Verlag, Münster 2018, ISBN 978-3-402-15123-5.

### Als Mitautor
- mit Frank M. Bischoff: Archive in Nordrhein-Westfalen im Internet (= Veröffentlichungen der staatlichen Archive des Landes Nordrhein-Westfalen: Reihe E H. Band 5). Münster 1998.
- mit Sigrun Eckelmann, Hans-Dieter Kreikamp, Angelika Menne-Haritz: Neue Medien im Archiv. Onlinezugang und elektronische Aufzeichnungen. Bericht über eine Studienreise nach Nordamerika, 10.–21. Mai 1999 (= Veröffentlichungen der Archivschulen Marburg. Band 32). Marburg 2000.
- mit Reinhard Köhne: Berg-, Hütten- und Hammerwerke im Herzogtum Westfalen im Mittelalter und in der frühen Neuzeit. Münster 2008.

### Als Herausgeber
- Wanderhandel in Europa. Beiträge zur wissenschaftlichen Tagung in Ibbenbüren, Mettingen, Recke und Hopsten vom 9.–11. Oktober 1992. Dortmund 1993.
- Die Revolution 1848/49 in Westfalen und Lippe. Tagung der Historischen Kommission für Westfalen am 18. und 19. Februar 1999 in Iserlohn (= Schriften der Historischen Kommission für Westfalen. Band 16). Münster 1999.
- Zunftlandschaften in Deutschland und den Niederlanden im Vergleich (= Schriften der Historischen Kommission für Westfalen. Band 17). Münster 2000.

### Als Mitherausgeber
- mit Jutta Prieur (Hrsg.): Wollenlaken, Trippen, Bombasinen. Die Textilzünfte in Wesel zwischen Mittelalter und Neuzeit. Wesel 1983.
- mit Klara van Eyll u. a. (Hrsg.): Quellen zur Geschichte des Deutschen Industrie- und Handelstags in Kammerarchiven 1861 bis 1918. Bonn 1986.
- mit Ottfried Dascher und Gabriele Unverferth (Hrsg.): Soll und Haben. Geschichte und Geschichten aus dem Westfälischen Wirtschaftsarchiv. Dortmund 1991.
- mit Joachim Huske und Thomas Schilp (Hrsg.): Das Muth-, Verleih- und Bestätigungsbuch 1770–1773. Eine Quelle zur Frühgeschichte des Ruhrbergbaus. Dortmund 1993.
- mit Erich Thurmann und Hartwig Walberg (Hrsg.): Quellen zur Zunftgeschichte Lippstadts in der frühen Neuzeit. Lippstadt 1993.
- mit Wolfgang Köllmann und Karl Teppe (Hrsg.): Bürgerlichkeit zwischen gewerblicher und industrieller Wirtschaft. Beiträge des wissenschaftlichen Kolloquiums anläßlich des 200. Geburtstags von Friedrich Harkort vom 25. bis 27. Februar 1993. Dortmund 1994.
- mit Ralf Stremmel (Hrsg.): Handwerk, Bürgertum und Staat. Beiträge des zweiten handwerksgeschichtlichen Kolloquiums auf Schloß Raesfeld, 12. bis 14. Januar 1995. Dortmund 1997.
- mit Jochen Hoock (Hrsg.): Kaufleute in Europa. Handelshäuser und ihre Überlieferung in vor- und frühindustrieller Zeit. Beiträge der Tagung im Westfälischen Wirtschaftsarchiv 9. bis 11. Mai 1997. Dortmund 1997.
- mit Renate Köhne-Lindenlaub und Evelyn Kroker (Hrsg.): Handbuch für Wirtschaftsarchivare. Theorie und Praxis. München 1998.
- mit Horst Conrad (Hrsg.): Für Freiheit und Recht. Westfalen und Lippe in der Revolution 1848/49. Münster 1999.
- mit Karl Teppe (Hrsg.): Verkehr und Region im 19. und 20. Jahrhundert. Westfälische Beispiele. Paderborn 1999.
- mit Frank M. Bischoff (Hrsg.): Die Rolle der Archive in Online-Informationssystemen. Beiträge zu einem Workshop im Staatsarchiv Münster 8.-9. Juli 1998. Münster 1999.
- mit Karl Heinrich Kaufhold (Hrsg.): Stadt und Handwerk in Mittelalter und Früher Neuzeit (= Städteforschung Reihe A. Darstellungen. Band 54). Köln/Weimar/Wien 2000.
- mit Norbert Reimann (Hrsg.): Zwangsarbeit in Deutschland. Archiv- und Sammelgut, Topographie und Erschließungsstrategien. Bielefeld 2001.
- mit Karl Heinrich Kaufhold (Hrsg.): Stadt und Bergbau (= Städteforschung Reihe A. Darstellungen. Band 64). Köln/Weimar/Wien 2004.
- mit Heinz Duchhardt (Hrsg.): Stadt und Region. Internationale Forschungen und Perspektiven. Kolloquium für Peter Johanek. Köln/Weimar/Wien 2005.
- mit Mechthild Black-Veldtrup und Michael Farrenkopf (Hrsg.): Die Überlieferung der preußischen Bergverwaltung. Erfahrungen und Perspektiven zur Bearbeitung des sachthematischen Inventars der preußischen Berg-, Hütten- und Salinenverwaltung, 1763–1865. Bochum/Münster 2005.
- mit Reinhard Köhne und Thomas Stöller (Hrsg.): Bergbau im Sauerland. Westfälischer Bergbau in der Römerzeit und im Frühmittelalter. Münster 2006.
- mit Manfred Groten, Peter Johanek und Margret Wensky (Hrsg.): Handbuch der Historischen Stätten. Nordrhein-Westfalen. 3. Auflage. Stuttgart 2006.
- mit Christoph Nonn und Wolf-Rüdiger Schleidgen (Hrsg.): Die Kabinettsprotokolle der Landesregierung von Nordrhein-Westfalen 1966–1970 (Sechste Wahlperiode). Eingeleitet und bearbeitet von Andreas Pilger, 2 Bde. Siegburg 2006.
- mit Andreas Pilger (Hrsg.): Lehren aus Köln. Dokumentation der Expertenanhörung „Der Kölner Archiveinsturz und die Konsequenzen“. Düsseldorf 2009.
- mit Frank M. Bischoff und Christoph Nonn (Hrsg.): Die Kabinettsprotokolle der Landesregierung von Nordrhein-Westfalen 1970–1975 (Siebte Wahlperiode). Eingeleitet und bearbeitet von Martin Schlemmer, 2 Bde. Düsseldorf 2009.
- mit Manfred Groten und Clemens von Looz-Corswaren (Hrsg.): Der Jülich-Klevische Erbfolgestreit 1609. Seine Voraussetzungen und seine Folgen (= Veröffentlichungen der Historischen Kommission für Westfalen, Neue Folge. Band 1). Düsseldorf 2011.
- mit Clemens Rehm (Hrsg.): Richtlinien zu Kulturgut- und Notfallbewältigung. Neue Strategien der der Schadensprävention und -behebung bei Archivgut. Düsseldorf 2011.
- mit Werner Freitag (Hrsg.): Burgen in Westfalen. Wehranlagen, Herrschaftssitze, Wirtschaftskerne (12.–14. Jh.). Beiträge zur Tagung am 10. und 11. September 2010 in Hemer. Münster 2012.
- mit Marcus Stumpf (Hrsg.): Amtsbücher als Quellen der landesgeschichtlichen Forschung. Münster 2012.
- mit Peter Oestmann (Hrsg.): Die Akten des Reichskammergerichts. Schlüssel zur vormodernen Geschichte (= Veröffentlichungen des Landesarchivs Nordrhein-Westfalen). Düsseldorf 2012.
- mit Bernd Walter (Hrsg.): Räume – Grenzen – Identitäten. Westfalen als Gegenstand landes- und regionalgeschichtlicher Forschung. Paderborn 2013.
- mit Marcus Stumpf (Hrsg.): Schatzungs- und Steuerlisten als Quellen landesgeschichtlicher Forschung. Münster 2014.
- mit Stefan Pätzold: Quellenkunde zur westfälischen Geschichte vor 1800. Zwanzig Beiträge zu Auswertungsmöglichkeiten und Erkenntnispotentialen vormoderner Überlieferungen. Aschendorff, Münster 2023, ISBN 978-3-402-15143-3.

### Als Bearbeiter
- mit Hans Vollmerhaus: Inventar zum Bestand K 1 IHK Dortmund, Bd. 4: (1980) 1918–1932. Dortmund 1983.
- Quellen zur Geschichte des Handwerks. Ein Bestandsnachweis für die Kreishandwerkschaften in Westfalen und Lippe. Dortmund 1984.
- mit Gabriele Unverferth: Inventar zum Bestand F 62 Vereinigte Deutsche Nickel-Werke AG vormals Westfälisches Nickelwalzwerk Fleitmann, Witte & Co. Schwerte. Dortmund 1986.
- mit Klaus Pradler: Quellen zur Wirtschaftsgeschichte Iserlohns. Dortmund 1987.
- Inventar zum Bestand F 3 Werkzeugmaschinenfabrik Wagner & Co., Dortmund (1855) 1865–1978. Dortmund 1990.
- Friedrich Harkort, Kamp & Co – Die Mechanische Werkstätte in Wetter. Inventar zum Bestand F 1,2 Bde. Dortmund 1993.
- mit Bernd D. Plaumann: Die Handelskammer Münster und ihr Archiv 1854–1926. Inventar zum Bestand K 5. Dortmund 1993.
- Metallgewerbe und Außenhandel in der Grafschaft Mark 1674–1726. Quellen aus Uppsala und Hagen. Münster 1995.
- mit Hartmut Schaldt und Ralf Stremmel: Handbuch zur Geschichte der westfälisch-lippischen Sparkassen, 2 Bde. Dortmund 1998.
- mit Ralf Stremmel: Firmenarchiv Gussstahl-Werk Witten und Familienarchiv Berger. Inventar zu den Beständen F 81 und N24. Dortmund 1999.
- Das Staatsarchiv Münster und seine Bestände. Bd. 5: Territorialarchive von Minden, Ravensburg, Tecklenburg, Lingen und Herford. Münster 2000.
- mit Jürgen Kloosterhuis: Das „Taschenbuch Romberg“. Die Grafschaft Mark in der preußischen Statistik des Jahres 1804 (= Veröffentlichungen der Historischen Kommission für Westfalen XXII A. Band 14). Münster 2001.
- Quellen zur Geschichte der Stadt Brilon 1482–1578 (= Veröffentlichungen der Staatlichen Archive des Landes Nordrhein-Westfalen. Band 49). Münster 2003.
- mit Herta Sagebiel: Die Tagebücher des Ludwig Freiherrn von Vincke 1789–1844. Bd. 1: 1789–1792. Münster 2009.
- mit Tobias Meyer-Zurwelle, Herta Sagebiel und Tobias Schenk: Die Tagebücher des Ludwig Freiherrn von Vincke 1789–1844. Bd. 2: 1792–1793. Münster 2011.